# Federalne Ministerstwo Zdrowia
Federalne Ministerstwo Zdrowia (niem. Bundesministerium für Gesundheit, BMG) jest najwyższym organem federalnym odpowiedzialnym za politykę zdrowotną Niemiec. Jego siedziby znajdują się w Bonn i Berlinie. Kluczowym zakresem działania resortu jest przygotowywanie projektów ustaw, rozporządzeń i wytycznych administracyjnych, które regulują niemiecki system ochrony zdrowia.

## Historia
Nazwy ministerstwa:
- 1991–2002 – Federalne Ministerstwo Zdrowia (niem. Bundesministerium für Gesundheit, BMG),
- 2002–2005 – Federalne Ministerstwo Zdrowia i Zabezpieczenia Społecznego (niem. Bundesministerium für Gesundheitund Soziale Sicherung, BMGS),
- od 2005 – ponownie Federalne Ministerstwo Zdrowia.

## Zakres działalności i główne zadania

### Ochrona zdrowia publicznego i systemu opieki
Ministerstwo prowadzi działania na rzecz ochrony zdrowia publicznego i przeciwdziałania chorobom. Ustawa o ochronie przed infekcjami stanowi podstawę do działań profilaktycznych, doradczych i zwiększających odpowiedzialność obywateli. Określa również wzmocnienie publicznego systemu zdrowia. BMG odpowiada także za tworzenie ram prawnych dotyczących produkcji, badań klinicznych, dopuszczeń, dystrybucji i nadzoru nad produktami leczniczymi i wyrobami medycznymi, zapewniając ich jakość, skuteczność i bezpieczeństwo. Ważnym zadaniem jest również zapewnienie bezpieczeństwa biologicznych produktów leczniczych, takich jak preparaty krwiopochodne.

### Badania, prewencja i innowacyjne formy opieki
Wspiera badania i działania profilaktyczne oraz rozwija nowe struktury opieki, szczególnie w zakresie zdrowia psychicznego, chorób niezakaźnych (np. nowotwory, choroby układu krążenia, cukrzyca), opieki nad osobami przewlekle chorymi, zdrowia dzieci oraz wsparcia osób zakażonych HIV i chorych na AIDS. W ramach monitorowania zdrowia zbierane i analizowane są dane dotyczące sytuacji zdrowotnej społeczeństwa, a wyniki służą polityce zdrowotnej, nauce i społeczeństwu w ramach sprawozdawczości zdrowotnej.

### Cyfryzacja i dostęp do informacji zdrowotnych
Cyfryzacja w systemie opieki zdrowotnej i pielęgnacyjnej odgrywa coraz większą rolę. Na podstawie strategii cyfryzacji ministerstwo wspiera transformację cyfrową i ramy prawne dla wykorzystania danych zdrowotnych w opiece i badaniach. Istotnym elementem systemu zdrowotnego są świadomi pacjenci i ubezpieczeni. Kompetencje zdrowotne, czyli umiejętność wyszukiwania, oceny i wykorzystania informacji zdrowotnych, są kluczowe dla skutecznego funkcjonowania systemu. Ministerstwo udostępnia wiarygodne i zrozumiałe informacje m.in. za pośrednictwem Narodowego Portalu Zdrowia, a także prowadzi działania informacyjne dotyczące zagrożeń związanych z używaniem substancji psychoaktywnych.

### Kształcenie i dopuszczenie do zawodów medycznych
Dopuszczenie do wykonywania zawodów medycznych oraz ich kształcenie są uregulowane prawem federalnym. BMG opracowuje projekty regulacji dotyczących kształcenia, by zapewnić jednolity poziom jakości świadczeń zdrowotnych w całym kraju.

### Współpraca międzynarodowa i działania w ramach UE
Polityka zdrowotna w wymiarze europejskim i międzynarodowym jest istotnym aspektem pracy BMG. W warunkach globalizacji i wzajemnych powiązań z innymi krajami, zwłaszcza w Europie, konieczne jest wspólne działanie wobec zagrożeń transgranicznych. Do najważniejszych wyzwań należą rozprzestrzenianie się chorób zakaźnych, zapobieganie pandemiom i ich zwalczanie, choroby niezakaźne (np. nowotwory), skutki zmian klimatycznych dla zdrowia, dywersyfikacja łańcuchów dostaw leków oraz niedobory kadry w opiece zdrowotnej, zwłaszcza w pielęgniarstwie.
BMG reprezentuje stanowisko rządu federalnego w gremiach takich jak UE, Rada Europy, WHO, OECD, a także w ramach G7 i G20. Współpraca obejmuje m.in. działania z państwami sąsiednimi, krajami członkowskimi UE i partnerami globalnymi, np. Indiami, Japonią, USA i Ukrainą. W polityce multilateralnej ministerstwo wspiera umacnianie instytucji zdrowia globalnego, zwłaszcza WHO.

### Równość zdrowotna i integracja społeczna
BMG działa na rzecz zdrowotnej równości szans, wspierając 23,9 mln osób z doświadczeniem migracyjnym w Niemczech (stan na 2023). Prowadzi działania informacyjne w wielu językach i wspiera modelowe projekty, np. w zakresie integracji kulturowej, rekrutacji i integracji kadr, prewencji oraz poprawy bazy danych. Współpracuje z organizacjami krajowymi i międzynarodowymi, aby wspólnie usuwać bariery w dostępie do opieki zdrowotnej.

## Jednostki podporządkowane

### Robert Koch-Institut
Robert Koch-Institut (RKI) to centralna jednostka federalna w zakresie zdrowia publicznego i narodowy instytut zdrowia publicznego. Instytut analizuje, ocenia i prowadzi badania nad chorobami o dużym zasięgu i znaczeniu zdrowotnym. Odgrywa również rolę systemu wczesnego ostrzegania wobec nowych zagrożeń zdrowotnych. RKI prowadzi także stałe komisje naukowe, w tym Stałą Komisję ds. Szczepień (STIKO), odpowiada za koordynację sprawozdawczości zdrowotnej oraz nadzoruje użycie ludzkich komórek embrionalnych.

### Paul-Ehrlich-Institut
Paul-Ehrlich-Institut (PEI) odpowiada za bezpieczeństwo i dostępność skutecznych biomedykamentów. Jego kompetencje obejmują dopuszczanie do obrotu, konsultacje naukowe, nadzór nad badaniami klinicznymi, kontrolę produktów i ocenę skutków ubocznych. Instytut nadzoruje szczepionki, immunoglobuliny, preparaty komórek macierzystych, leki krwiopochodne, alergeny, tkanki oraz nowoczesne terapie, jak terapia genowa. Jego badania służą jakości, skuteczności i bezpieczeństwu terapii biotechnologicznych.

### Bundesinstitut für Öffentliche Gesundheit
Od lutego 2025 roku dawna Federalna Centrala ds. Edukacji Zdrowotnej (BZgA) nosi nazwę Federalnego Instytutu Zdrowia Publicznego (Bundesinstitut für Öffentliche Gesundheit, BIÖG). Instytut ten rozwija struktury sprzyjające promocji zdrowia i prewencji w oparciu o standardy międzynarodowe. BIÖG łączy wiedzę z zakresu danych zdrowotnych (RKI) z kompetencjami komunikacyjnymi dawnej BZgA. Oferuje wsparcie merytoryczne i materiałowe dla społeczeństwa i specjalistów, reaguje na wyzwania zdrowotne związane ze zmianami klimatu, stylu życia i postępem technologicznym. Kooperacja z RKI stanowi kluczowy element strategii działań BIÖG.

### Bundesinstitut für Arzneimittel und Medizinprodukte
Federalny Instytut ds. Leków i Wyrobów Medycznych (Bundesinstitut für Arzneimittel und Medizinprodukte, BfArM) to niezależny federalny instytut podległy BMG, zatrudniający ok. 1350 pracowników w Bonn i Kolonii. Prowadzi działania w zakresie dopuszczania leków, poprawy ich bezpieczeństwa, oceny ryzyka związanego z wyrobami medycznymi oraz nadzoru nad substancjami psychoaktywnymi. Instytut prowadzi również niezależne badania naukowe i dostarcza informacji dla całego systemu opieki zdrowotnej. Nie prowadzi działań reklamowych i finansuje się głównie z opłat urzędowych oraz zleceń EMA i innych podmiotów. Wszystkie działania BfArM są realizowane w interesie publicznym i bez nastawienia na zysk.

## Lista ministrów
| Lp.                                               | Zdjęcie     | Imię i nazwisko (partia polityczna)           | Objęcie urzędu | Złożenie urzędu                | Długość urzędowania | Rząd                             |
| ------------------------------------------------- | ----------- | --------------------------------------------- | -------------- | ------------------------------ | ------------------- | -------------------------------- |
| Minister zdrowia                                  |             |                                               |                |                                |                     |                                  |
| 1.                                                |             | Elisabeth Schwarzhaupt (CDU) (1901–1986)      | 14 XI 1961     | 13 XII 1962                    | 1842 dni            | Czwarty rząd Konrada Adenauera   |
| 1.                                                | 14 XII 1962 | Elisabeth Schwarzhaupt (CDU) (1901–1986)      | 11 X 1963      | Piąty rząd Konrada Adenauera   | 1842 dni            |                                  |
| 1.                                                | 17 X 1963   | Elisabeth Schwarzhaupt (CDU) (1901–1986)      | 26 X 1965      | Pierwszy rząd Ludwiga Erharda  | 1842 dni            |                                  |
| 1.                                                | 26 X 1965   | Elisabeth Schwarzhaupt (CDU) (1901–1986)      | 30 XI 1966     | Drugi rząd Ludwiga Erharda     | 1842 dni            |                                  |
| 2.                                                |             | Käte Strobel (SPD) (1907–1996)                | 1 XII 1966     | 21 X 1969                      | 1055 dni            | Rząd Kurta Georga Kiesingera     |
| Minister ds. młodzieży, rodziny i zdrowia         |             |                                               |                |                                |                     |                                  |
| (2.)                                              |             | Käte Strobel (SPD) (1907–1996)                | 22 X 1969      | 15 XII 1972                    | 1150 dni            | Pierwszy rząd Willy’ego Brandta  |
| 3.                                                |             | Katharina Focke (SPD) (1922–2016)             | 15 XII 1972    | 16 V 1974                      | 1460 dni            | Drugi rząd Willy’ego Brandta     |
| 3.                                                | 16 V 1974   | Katharina Focke (SPD) (1922–2016)             | 14 XII 1976    | Pierwszy rząd Helmuta Schmidta | 1460 dni            |                                  |
| 4.                                                |             | Antje Huber (SPD) (1924–2015)                 | 16 XII 1976    | 4 XI 1980                      | 1959 dni            | Drugi rząd Helmuta Schmidta      |
| 4.                                                | 6 XI 1980   | Antje Huber (SPD) (1924–2015)                 | 28 IV 1982     | Trzeci rząd Helmuta Schmidta   | 1959 dni            |                                  |
| 5.                                                |             | Anke Fuchs (SPD) (1937–2019)                  | 28 IV 1982     | Trzeci rząd Helmuta Schmidta   | 1 X 1982            | 156 dni                          |
| 6.                                                |             | Heiner Geißler (CDU) (1930–2017)              | 4 X 1982       | 29 III 1983                    | 1088 dni            | Pierwszy rząd Helmuta Kohla      |
| 6.                                                | 30 III 1983 | Heiner Geißler (CDU) (1930–2017)              | 26 IX 1985     | Drugi rząd Helmuta Kohla       | 1088 dni            |                                  |
| 7.                                                |             | Rita Süssmuth (CDU) (ur. 1937)                | 26 IX 1985     | Drugi rząd Helmuta Kohla       | 6 VI 1986           | 253 dni                          |
| Minister ds. młodzieży, rodziny, kobiet i zdrowia |             |                                               |                |                                |                     |                                  |
| (7.)                                              |             | Rita Süssmuth (CDU) (ur. 1937)                | 6 VI 1986      | 12 III 1987                    | 917 dni             | Drugi rząd Helmuta Kohla         |
| (7.)                                              | 12 III 1987 | Rita Süssmuth (CDU) (ur. 1937)                | 9 XII 1988     | Trzeci rząd Helmuta Kohla      | 917 dni             |                                  |
| 8.                                                |             | Ursula Lehr (CDU) (1930–2022)                 | 9 XII 1988     | Trzeci rząd Helmuta Kohla      | 18 I 1991           | 770 dni                          |
| Minister zdrowia                                  |             |                                               |                |                                |                     |                                  |
| 9.                                                |             | Gerda Hasselfeldt (CSU) (ur. 1950)            | 18 I 1991      | 6 V 1992                       | 474 dni             | Czwarty rząd Helmuta Kohla       |
| 10.                                               |             | Horst Seehofer (CSU) (ur. 1949)               | 6 V 1992       | 17 XI 1994                     | 2364 dni            | Czwarty rząd Helmuta Kohla       |
| 10.                                               | 17 XI 1994  | Horst Seehofer (CSU) (ur. 1949)               | 26 X 1998      | Piąty rząd Helmuta Kohla       | 2364 dni            |                                  |
| 11.                                               |             | Andrea Fischer (Sojusz 90/Zieloni) (ur. 1960) | 27 X 1998      | 12 I 2001                      | 808 dni             | Pierwszy rząd Gerharda Schrödera |
| 12.                                               |             | Ulla Schmidt (SPD) (ur. 1949)                 | 12 I 2001      | 22 X 2002                      | 648 dni             | Pierwszy rząd Gerharda Schrödera |
| Minister zdrowia i zabezpieczenia społecznego     |             |                                               |                |                                |                     |                                  |
| (12.)                                             |             | Ulla Schmidt (SPD) (ur. 1949)                 | 22 X 2002      | 22 XI 2005                     | 1127 dni            | Drugi rząd Gerharda Schrödera    |
| Minister zdrowia                                  |             |                                               |                |                                |                     |                                  |
| (12.)                                             |             | Ulla Schmidt (SPD) (ur. 1949)                 | 22 XI 2005     | 28 X 2009                      | 1436 dni            | Pierwszy rząd Angeli Merkel      |
| 13.                                               |             | Philipp Rösler (FDP) (ur. 1973)               | 28 X 2009      | 12 V 2011                      | 561 dni             | Drugi rząd Angeli Merkel         |
| 14.                                               |             | Daniel Bahr (FDP) (ur. 1976)                  | 12 V 2011      | 17 XII 2013                    | 950 dni             | Drugi rząd Angeli Merkel         |
| 15.                                               |             | Hermann Gröhe (CDU) (ur. 1961)                | 17 XII 2013    | 14 III 2018                    | 1548 dni            | Trzeci rząd Angeli Merkel        |
| 16.                                               |             | Jens Spahn (CDU) (ur. 1980)                   | 14 III 2018    | 8 XII 2021                     | 1365 dni            | Czwarty rząd Angeli Merkel       |
| 17.                                               |             | Karl Lauterbach (SPD) (ur. 1963)              | 8 XII 2021     | 6 V 2025                       | 1245 dni            | Rząd Olafa Scholza               |
| 18.                                               |             | Nina Warken (CDU) (ur. 1979)                  | 6 V 2025       | nadal                          | 105 dni             | Rząd Friedricha Merza            |